# Austroslawizm

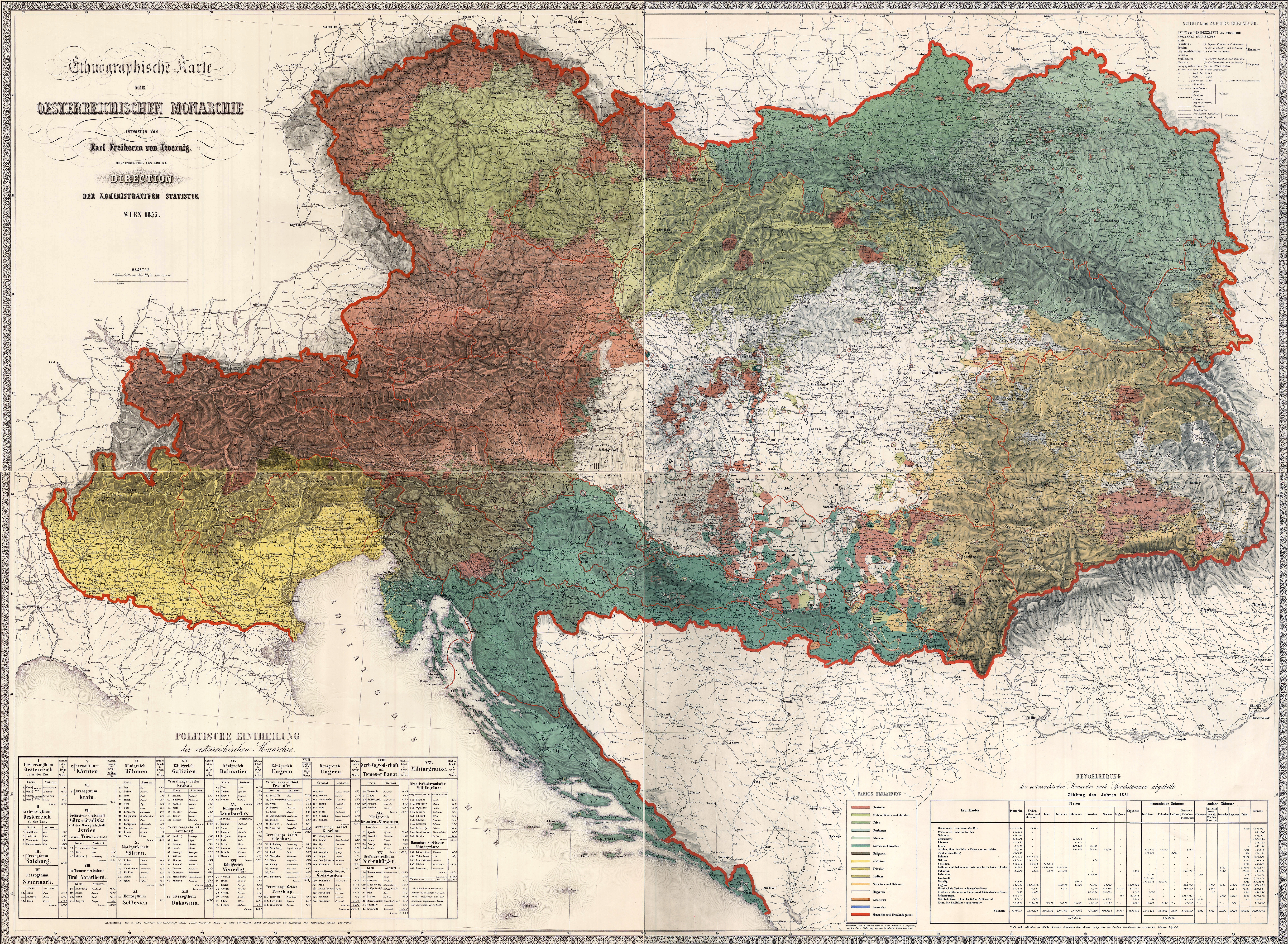
Mapa etnograficzna Cesarstwa Austrii, 1855

Austroslawizm − projekt wysunięty w połowie XIX wieku przez czeskich działaczy obozu narodowego (m.in. Františka Palackiego), oficjalnie przedstawiony w 1848 roku na Zjeździe Słowiańskim w Pradze, w którym wzięła udział duża liczba Polaków.

## Historia
Idee zbliżone do austroslawizmu pojawiły się w latach 30. XIX wieku wśród chorwackich ilirystów. W 1842 związany z Palackim hrabia Thun opublikował broszurę „O stanie obecnym literatury czeskiej i jej wadze” (niem. Über den gegenwärtigen Stand der böhmischen Literatur und ihre Bedeutung), w której przedstawił także zarys programu politycznego.
Program postulował zmianę charakteru państwa austriackiego w federację równouprawnionych narodów pod berłem Habsburgów i zwiększenie wpływu przedstawicieli narodów słowiańskich na rządy państwem. Postulowano również stworzenie warunków do wszechstronnego rozwoju narodów słowiańskich. Austroslawizm przeciwstawiał się prorosyjskim trendom w panslawizmie, jak i hegemonii Niemców w monarchii habsburskiej. Ostatecznie nastąpił jednak spadek jego znaczenia, w wyniku przyjęcia przez Palackiego i związaną z nim partię stanowiska prorosyjskiego, niechęci galicyjskich Polaków do jego programu oraz zwycięstwa programu dualizmu austro-węgierskiego.
Wobec powstania Austro-Węgier, w miejsce austroslawizm w Czechach pojawiła się idea trializmu, postulująca przemianę dualistycznej monarchii austro-węgierskiej w trialistyczną austro-węgiersko-słowiańską. Zgodnie z nią monarcha – obok tytułu cesarza Austrii i tytułu apostolskiego króla Węgier – miał używać również tytułu króla Czech. Stolicą części słowiańskiej obejmującej wszystkie terytoria zamieszkane przez narody słowiańskie miała zostać Praga.